# Гулес
Гулес (на гръцки: Γούλες, катаревуса Γούλαι, Гуле) е село в Република Гърция, част от дем Сервия в област Западна Македония.

## География
Авлес е разположено на 290 m надморска височина, на 6 km западно от Сервия на десния бряг на язовира Полифитос на река Бистрица (Алиакмонас).

## История

### В Османската империя
В 1528 година Гулес има 126 домакинства с 567 жители.
Църквата в селото „Свети Николай“ е построена в началото на XIX век.
Александър Синве („Les Grecs de l’Empire Ottoman. Etude Statistique et Ethnographique“), който се основава на гръцки данни, в 1878 година пише, че в Авле (Avlai) живеят 180 гърци.
На Етнографската карта на Битолския вилает на Картографския институт в София от 1901 година Гулес е чисто гръцко село в Серфидженската каза на Серфидженския санджак с 25 къщи.
Според статистика на Серфидженския санджак на гръцкото консулство в Еласона от 1904 година в Гулес (Γούλαις), Серфидженска каза, живеят 130 гърци елинофони християни.

### В Гърция
През октомври 1912 година, по време на Балканската война, в селото влизат гръцки част и след Междусъюзническата война в 1913 година Гулес остава в Гърция. В 1923 година в селото са заселени гърци бежанци. В 1928 година Гулес е чисто бежанско селище с 40 бежански семейства и 122 жители бежанци.
Населението традиционно произвежда жито, тютюн, картофи и други земеделски продукти, като се занимава и със скотовъдство.
| Година    | 1913 | 1920 | 1928 | 1940 | 1951 | 1961 | 1971 | 1981 | 1991 | 2001 | 2011 | 2021 |
| --------- | ---- | ---- | ---- | ---- | ---- | ---- | ---- | ---- | ---- | ---- | ---- | ---- |
| Население | 78   | 76   | 236  | 314  | 323  | 445  | 354  | 299  | 250  | 226  | 185  | 122  |